# Liriomyza flavalis
Liriomyza flavalis este o specie de muște din genul Liriomyza, familia Agromyzidae, descrisă de Spencer în anul 1959. Conform Catalogue of Life specia Liriomyza flavalis nu are subspecii cunoscute.